# 라흐지 술탄국
라헤지(아랍어: لحج Laḥij), 라흐지 술탄국(아랍어: سلطنة لحج Salṭanat Laḥij), 또는 때로는 압달리 술탄국(아랍어: سلطنة العبدلي Salṭanat al-'Abdalī)은 남아라비아의 라흐지를 거점으로 한 셰이크국이었다. 1728년에 술탄국은 자치권을 얻었고 1740년에 독립했다. 1839년, 술탄국은 대영 제국의 아덴 보호령의 일부가 되었지만, 명목상 압달리 술탄은 지위를 유지했다. 아덴 보호령은 제1차 세계 대전 중 잠시 오스만 제국에 의해 다시 통치되었지만, 제1차 세계 대전에서 오스만 제국이 패배한 후 영국에 의해 다시 장악되었고 1963년에 남아라비아 연방에 흡수되었다. 압달리 왕조는 1967년에 남예멘의 선포와 함께 공식적으로 폐지되었다.

## 역사

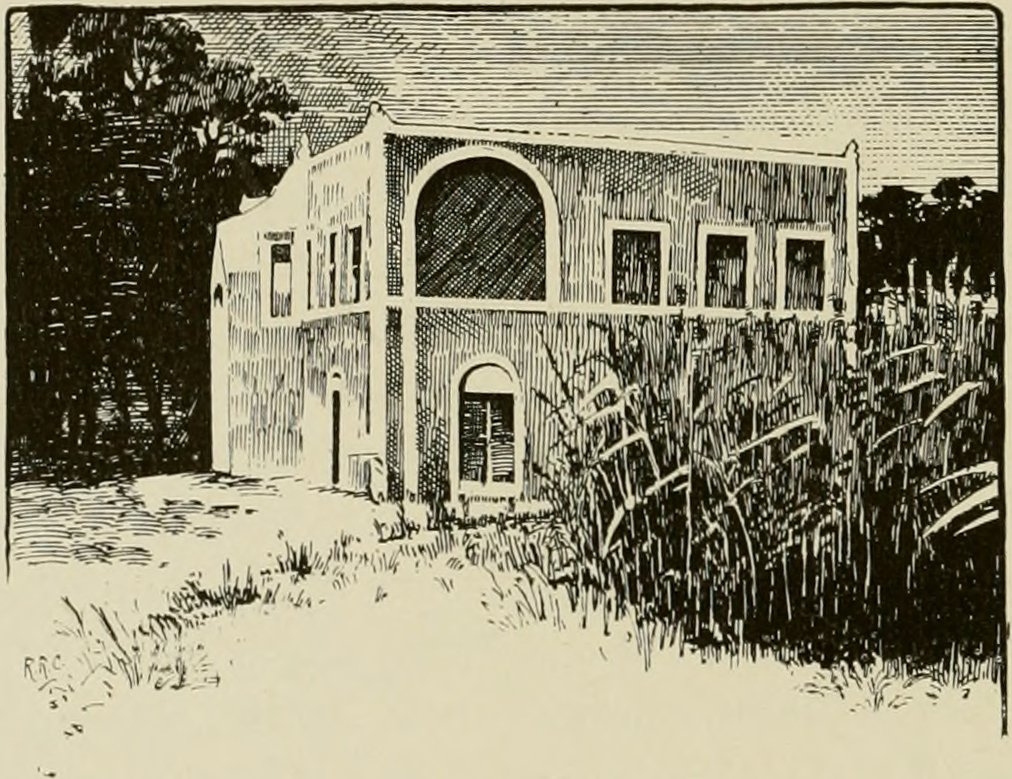
라헤지 술탄의 영빈관,
1898년 헨리 오그 포브스의 사진.

### 설립
라헤지는 압달리 왕조의 술탄국이었다. 1740년 압달리 술탄이 독립했다. 북예멘의 자이디 국가가 분열되면서 독립할 수 있었다. 라헤지 술탄국은 1728년부터 1839년까지 독립적인 개체로 존재했다.

### 영국의 도래
라헤지와 영국 간의 첫 번째 정치적 교류는 1799년에 일어났다. 이때 영국에서 해군 병력이 파견되었고, 인도에서 파견된 군대가 페림 섬을 점령하여 이집트의 프랑스군이 홍해를 통해 인도양과 모든 통신을 차단하는 것을 막았다. 페림 섬은 군대에 부적합하다는 것이 밝혀졌고, 라헤지 술탄 아흐마드 빈 압둘 카림은 얼마 동안 아덴에서 파견된 병력을 받아들였다. 그는 동맹을 맺고 아덴을 영구 주둔지로 제공하겠다고 제안했지만 거절당했다. 그러나 1802년 홈 포팜 제독과 술탄 사이에 조약이 체결되었는데, 포팜 제독은 홍해 아라비아 해안의 추장들과 정치적 및 상업적 동맹을 맺으라는 지시를 받았다.

### 아덴의 상실
그 이후 1837년까지 아덴과의 교류는 거의 없었다. 이때 아덴 해안에 좌초된 영국 선박 승무원들의 약탈과 학대에 대한 관심이 집중되었다. 가장 주목할 만한 사례는 데리아 다울루트(Deria Dowlut)호의 경우로, 승무원들은 옷을 벗기고 잔인하게 대우받았다. 당시 아라비아 해안 측량 업무를 맡고 있던 헤인즈 선장은 만족을 요구하라는 지시를 받았다. 그는 동시에 인도와 홍해를 오가는 증기선들의 석탄 보급소로 아덴을 구매하기 위해 노력해야 했다. 1827년에 삼촌 술탄 아흐마드를 계승한 술탄 무신은 처음에는 약탈에 대한 모든 참여를 부인했지만, 영국 위원이 요구에 단호하다는 것을 알고 결국 재산의 일부를 포기하고 나머지에 대한 보상을 지불하는 데 동의했다. 아덴 할양에 대한 조약 초안이 술탄에게 제출되었고, 그는 구두로 동의했으며 그의 추장들과 상의한 후 공식적으로 동의하겠다고 약속했다. 이 초안에서는 아덴에 대한 보상 금액이 미정이었지만, 나중에 연간 8,700 크라운을 지불하기로 합의되었다.

1838년 1월 22일, 술탄 무신은 두 달 후에 아덴을 양도하겠다는 서명 편지를 보냈지만, 양도 후에도 아덴에 있는 그의 백성에 대한 권한은 유지되어야 한다고 명시했다. 술탄의 관할권 계속에 대해 영국 대리인은 반대했다. 술탄은 처음 제시된 조건에 따르겠다고 했지만, 이것이 받아들여지지 않으면 1월 22일자 편지를 돌려달라고 했다. 협상이 이 단계에 있을 때 술탄의 아들 아흐메드에 의해 대리인을 붙잡아 그의 서류를 빼앗으려는 음모가 꾸며졌고, 데리아 도위트(Deria Dowhit)호 난파선에서 도난당한 재산의 인도도 거부되었다. 따라서 술탄을 강제할 준비가 이루어졌다. 

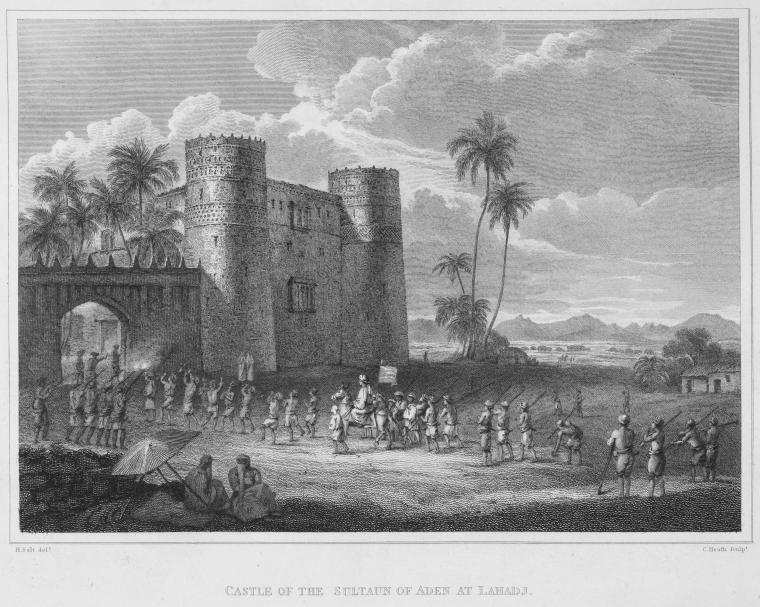
라하즈 아덴 술탄의 성, c. 1814년, 헨리 솔트 작

1839년 1월 19일, 아덴은 포격당하고 점령되었으며, 술탄과 그의 가족은 라헤지로 도피했다. 2월 2일, 술탄의 사위에 의해 술탄의 이름으로 평화가 체결되었고, 6월 18일 술탄 자신은 영국 정부와의 평화와 우호를 유지하겠다고 약속하는 채권을 서명했으며, 영국 정부는 그와 그의 상속인들에게 연간 6,500달러를 지급하고, 술탄이 파들리, 하우샤비, 아미리 부족에게 지급해야 하는 수당도 지급하기로 동의했다.
그러나 1839년 11월 술탄 무신이 아덴을 되찾으려는 시도가 실패로 끝나면서 평화는 곧 깨졌고, 이에 따라 지급도 중단되었다. 1840년 5월에 두 번째 공격도 실패했고, 같은 해 7월에 세 번째 공격이 격퇴되면서 아랍인들은 한동안 완전히 낙담했다. 1843년 술탄 무신은 아덴으로 와서 평화를 요청했다. 1843년 2월 11일 영국 정부는 정치 대리인과 술탄 간에 준수되어야 할 합의로 간주했지만 공식적으로 비준될 조약은 아닌 약속이 이루어졌다. 1844년 2월, 술탄에게 연체료와 함께 월 541달러의 수당이 회복되었고, 이 금액이 지급되기 전에 그에게 그의 약속을 충실히 준수하겠다는 또 다른 합의가 이루어졌다.

### 술탄 무신 이후
술탄 무신은 1847년 11월 30일에 사망했으며, 아들 아홉 명을 남겼다. 그의 뒤를 이어 그의 장남 아흐메드가 계승했으며, 아흐메드는 1849년 1월 18일에 사망했고, 그의 다음 형제인 알리 빈 무신이 계승했다. 그가 권력을 잡은 직후, 그의 전임자와 협상 중이던 평화, 우호 및 상업 조약이 그와 체결되었다. 이 조약의 다른 조항들 중에는 1846년 8월 아덴 공격에서 고인 무신 술탄이 가담한 결과 중단되었던 월별 수당의 회복을 규정했다.
새로운 족장과의 관계는 1857년까지 비교적 만족스럽게 유지되었는데, 이때 족장이 어떤 상상 속의 잘못에 대해 불만을 품고 영국 정부에 공개적으로 적대적인 행동을 시작했다. 그는 1858년에 그를 대항하여 행진한 원정대에 의해 완전히 패배했고, 그 후의 평화는 1863년 그의 사망까지 깨지지 않았다.
그의 아들 파들(파즐) 빈 알리가 부족장과 장로들에 의해 정부를 계승하도록 선출되었으나, 그가 업무를 맡자마자 다른 가문 구성원들에 의해 그의 해임을 위한 음모가 시작되었다. 결국 아덴 주재관의 중재와 젊은 족장의 동의를 통해 합의가 이루어졌고, 그는 그의 삼촌인 무신 술탄의 넷째 아들 파들 빈 무신에게 국가의 통치를 계승했다. 1865년 파들리 부족에 대항하는 군대에 사료와 운송 수단을 제공하는 데 도움을 준 파들 빈 무신 술탄에게는 5000달러가 증여되었다.
1867년에 족장은 샤이크 오스만 우물에서 아덴으로 물을 공급하기 위한 수로 건설에 동의했으며, 그 거리는 6마일(10 km)이었다.
1873년, 라헤지 술탄의 반복적인 요청에 따라 영국 정부의 보호를 요청한 결과, 터키인들이 그의 복종을 요구하고, 자이다와 샤카의 일부를 점령했으며, 반항적인 동생 압둘라를 지원하기 위해 군대를 보냈기 때문에, 영국과 인도 보병 부대가 3문의 대포를 가지고 라헤지의 수도인 알 하우타로 진군하여 술탄을 보호했다. 협상 끝에 터키 군대는 라헤지와 샤카에서 철수했고, 술탄의 두 형제와 조카는 무조건 항복하여 아덴으로 국빈 포로로 이송되었으며, 그들의 요새는 해체되었다. 그들은 나중에 풀려나 모카로 은퇴했다. 파들 빈 무신 술탄은 1874년 7월에 사망했으며, 그의 조카인 파들 빈 알리가 그의 뒤를 이었는데, 그는 1863년에 그의 호의로 족장 자리를 사임했었다. 후자에게는 연간 6,492달러의 통상적인 수당이 계속 지급되었으며, 1882년에는 그 금액이 19,692달러로 증액되었다.
1877년 라헤지 술탄은 영구적인 9문의 예포를 허락받았다.
1881년 7월, 압달리 부족과 하우샤비 부족 사이에 협정이 체결되어, 1873년에 후자 부족으로부터 빼앗겼던 자이다 땅의 일부가 그들에게 반환되었고, 이로써 지속적인 상호 갈등의 원인이 효과적으로 제거되었다. 1881년에 압달리 부족은 수베이히 부족을 자신들의 통제하에 두는 협정을 체결했으며, 이전에는 수베이히 부족이 받았던 수당은 압달리 부족에게 지급되도록 했다.
1882년 2월 7일, 압달리 술탄과의 조약으로 영국 정부가 히스와와 이마드 사이의 샤이크 오스만에 속한 약 35제곱마일(90.6제곱킬로미터)의 영토를 매입하기 위한 협정이 이루어졌다. 동시에 샤이크 오스만의 염전과 그곳과 아덴 사이의 수로는 영국 소유가 되었다. 1886년 5월부터 7월까지 압달리 족장은 수베이히 협정으로 인한 어려움에 대해 반복적으로 불평하며 완전히 철회하고 싶어 했다. 8월에 그는 자신의 수비대 중 하나가 학살당했고, 다른 모든 수비대원들은 수베이히 부족에 의해 포위되었으며, 그들을 구출하는 데 도움을 요청했다고 보고했다. 주재관은 그를 지원하기 위해 아덴 부대(1805년 경찰 목적으로 창설)의 50명의 기병을 파견했으며, 소총과 탄약도 빌려주었다. 이러한 조치로 수비대원들은 안전하게 철수할 수 있었지만, 이 날짜부터 수베이히 협정은 사실상 무효화되었고, 다양한 수베이히 부족은 아덴 거류지와 독립적인 관계를 유지하던 옛 지위로 돌아갔다.
1886년 말, 압달리 부족은 하우샤비 부족으로부터 자이다 협정에서 언급된 땅을 다시 사들였고, 주재관은 이에 대해 두 족장에게 그 협정의 1조와 2조는 알 아나드에 하우샤비 부족이 집을 지을 수 있도록 허용하는 단어를 제외하고는 취소된 것으로 간주된다고 통지했다.
1894년, 하우샤비 술탄 무신 빈 알리가 카필라에 과도한 세금을 부과하여 압달리 부족이 하우샤비 영토에 진입했고, 그 술탄은 도피했다. 그는 그의 셰이크들에게 부인당했으며, 그들의 요청에 따라 파들 빈 알리 술탄은 그들의 국가를 관리하고 무역로를 보호하기 위한 적절한 조치를 취했다. 하우샤비 술탄은 결국 라헤지에서 항복했고 1895년 8월 6일에 특정 보증하에 그의 영토를 반환받는 협정에 서명했다.
1898년 4월 27일 술탄 파들 빈 알리가 사망했다. 그의 사촌인 아흐메드 파들이 계승했으며, 그에게는 통상적인 연간 수당이 계속 지급되었다.
1899년 4월, 수베이히 부족의 지속적인 강도 행위로 인해 압달리 부족은 수베이히 지역의 하스 알 아랍, 투란, 암 리자를 점령하는 것을 허락받았다. 11월에 압달리 부족은 후자가 다르 알 쿠데이미를 공격한 결과 아티피 지역에 대항하는 군대를 일으켰다. 아티피 부족은 그 후 항복했다. 1902년 술탄은 다시 수베이히 부족을 진압하기 위해 군대를 일으켰다. 몇 차례의 소규모 교전 후 그는 라헤지로 돌아왔다.
1906년 9월, 리자이 셰이크는 압달리 부족의 봉신임을 공식적으로 인정하는 협정에 서명했다.
1910년, 술탄과 협약이 체결되어 그는 와디 아스-사기르의 왼쪽 강둑과 동쪽에 있는 토지 일부를 아덴의 상수도 수원지 본부로 사용하기 위해 정부에 할양했다. 이 협약은 1911년 3월 17일에 비준되었으나, 계획이 포기되면서 사문화되었다.
1914년 3월, 술탄 겸 경 아흐메드 파들이 사망했다. 그의 사촌인 알리 빈 아흐메드가 계승했으며, 그에게는 통상적인 연간 수당이 계속 지급되었다.

### 제1차 세계 대전
1915년 7월, 예멘의 사이드 파샤 장군 휘하의 터키군이 라헤지를 공격하여 점령했고, 전쟁이 끝날 때까지 그곳을 유지했다. 술탄은 그의 비정규군이 성공적인 저항을 할 수 없었기 때문에 적에게 그의 나라를 포기하고 라헤지를 방어하기 위해 급히 파견된 영국군과 함께 후퇴했다. 술탄은 라헤지 공격 중 입은 부상으로 아덴에서 사망했다.
그의 후계자 압둘 카림 술탄은 전임 추장 파들 빈 알리의 아들이었다. 그의 선출은 아덴에서 이루어졌는데, 그는 전쟁이 끝날 때까지 난민으로 있었다. 그는 1918년 12월 14일 라헤지의 터키 수비대가 영국에 항복한 후 그의 수도에 공식적으로 즉위했으며, 영국 정부로부터 우호와 충성심에 대한 감사의 표시로 10,000 파운드를 받았고, 그의 나라의 행정을 재건할 수 있도록 지원받았다. 그의 아버지에게 지급되던 수당은 그에게 계속 지급되었다.

### 영국 보호령 재설립과 남아라비아 연방

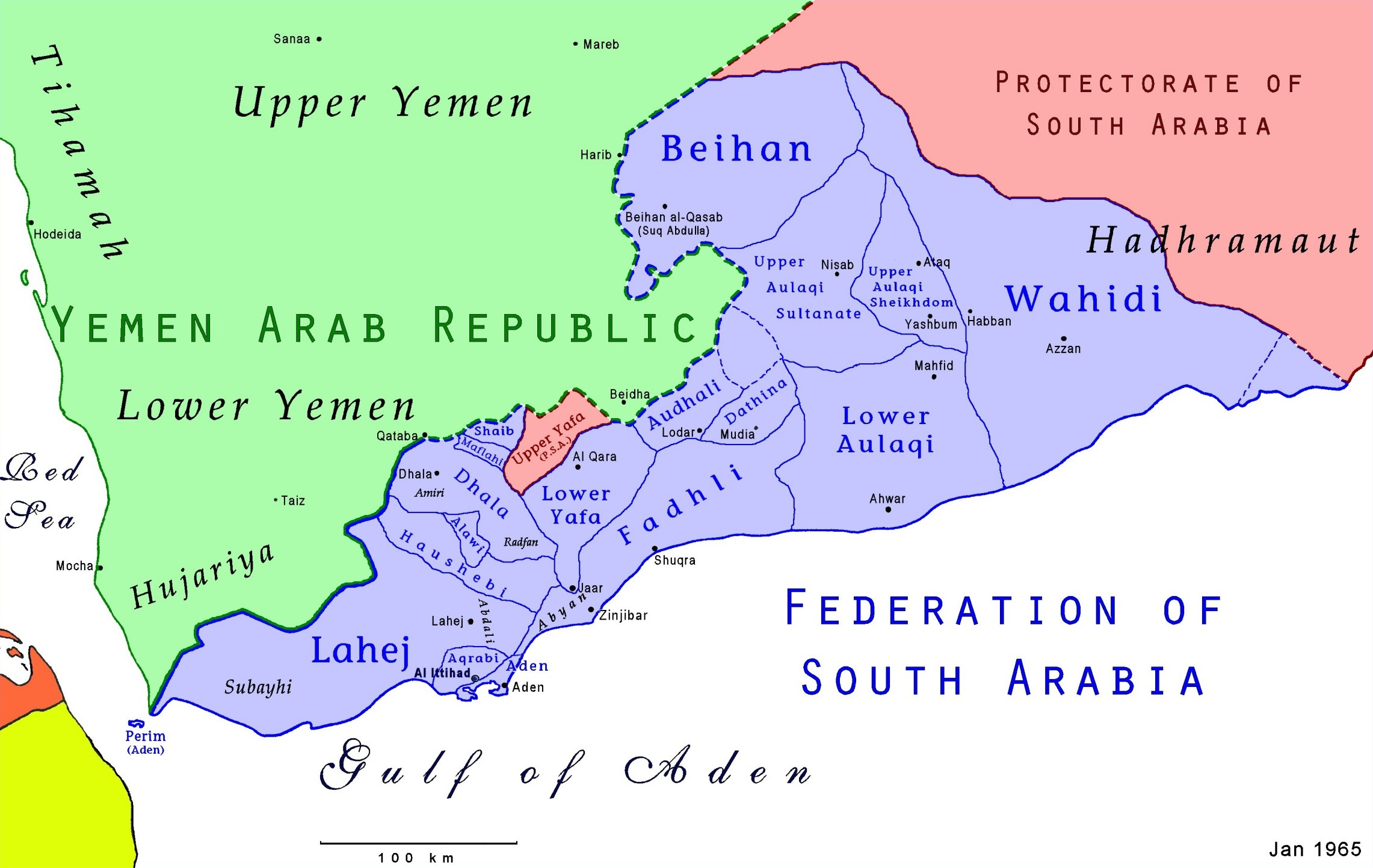
1965년 남아라비아 연방 내 라헤지 지도

라헤지는 일반적으로 영국과의 좋은 관계를 유지했지만, 1918년 영국군이 술탄 파들 이븐 알리 알 압달리를 적 오스만 제국 병사로 오인하여 우발적으로 살해한 사건은 예외였다.
1918년 압둘 카림 술탄은 개인적으로 11문의 예포를 허락받았다.1919년 2월, 수베이히 부족은 다시 압달리 부족의 통제하에 놓였다.이 협정의 비준은 아라비아의 미래 정치적 지위가 최종적으로 결정될 때까지 영국 정부에 의해 연기되었다. 이 협정은 최근 몇 년 동안 부분적으로만 시행되었지만, 수베이히 지역에서 랄리에지 술탄의 영향력을 강화하는 효과를 가져왔다. 1919년 1월, 이맘의 보호령 침략과 그로 인한 라헤지에 대한 위험으로 인해 영국군 병력이 노바트 두카임에 주둔하기 위해 파견되었다. 1922년 7월에 철수되었지만, 소규모 인도군 분견대가 하빌에 남겨졌다. 이것은 1928년 4월에 철수되었다.
술탄은 1922년 인도, 1924년 영국을 방문하여 그의 아들 파들릴과 함께 국왕을 알현했다. 그는 1930년에도 인도를 다시 방문했다.
주재관은 1929년 4월에 보호령 통치 추장들의 첫 회의를 소집했다. 이 회의는 압달리 술탄의 주재 하에 라헤지에서 개최되었고 1930년 12월에 다시 소집되었다.
1931년, 압달리 왕가의 총수입은 연간 2,75,000 루피로 추정되며, 인구는 약 35,000명에 달했다.1948년, 수바이히 부족 지역은 술탄국에 흡수되었다.1958년까지 영국은 당시 술탄인 아랍 민족주의자인 알리 빈 압둘 카림 알 압달리가 영국이 후원하는 남아라비아 연방 가입을 거부할까봐 우려하여 그를 퇴위시켰다. 라헤지는 결국 연방에 가입했고, 나중에는 1963년에 남아라비아 연방에 가입했다.

## 경제

### 대영 제국
라헤지 술탄국과 아덴 항구를 둘러싼 다른 술탄국들은 대영 제국의 중요한 남아시아 무역 경제를 지원함으로써 경제적 영향력을 행사했다. 19세기 초 급속히 경제가 확장되던 산업 혁명기 영국은 영국령 인도 및 영국 동인도 회사와의 개선되고 신뢰할 수 있는 통신이 필요했다.
1863년 수에즈 운하 개통은 추가적인 영국 무역 보호 전략을 시작했으며, 새로운 운하를 사용하여 홍해 해상 운송로에 봉사하기 위해 아덴 항구와 주변 지역을 확보했다. 술탄국은 아라비아반도 남부 해안을 통해 지중해와 인도 사이의 해상 운송로인 동인도 항로를 보호하려는 대영 제국의 노력의 일환이었다.

### 자원
1920년 현재 라헤지 지역에서는 오스만 제국 정부가 소유한 염광에서 소금이 생산되어 선적을 위해 술탄국을 통과했다.

## 같이 보기
- 아덴 보호령
- 아흐마드 파들 알-코만단
- 아덴 식민지 (1937–63)— 왕령 식민지.
- 파들리 술탄국
- 남아라비아 아랍 에미리트 연방 (1959–62)
- 남아라비아 연방 (1962–67)
- 남아라비아 보호령 (1962–67)